# Liste des archevêques et évêques de Magdebourg
 Liste des archevêques et évêques de Magdebourg
Liste des archevêques administrateurs puis évêques de l'archevêché de Magdebourg et du diocèse de Magdebourg.

## Archevêques
- 968-981 : Adalbert de Magdebourg
- 981-1004 : Giselher
- 1004-1012: Taginon
- 1012-1012 : Waltard (Dodico)
- 1012-1023 : Géron
- 1023-1051 : Humfried
- 1052-1063 : Engelhard

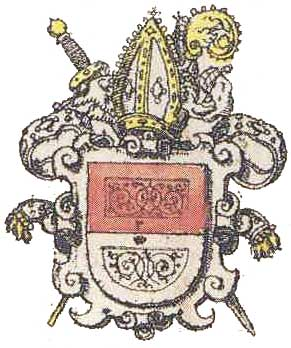
Armoiries de l'archevêché de Magdebourg d'après l'armorial de Johann Siebmacher de 1605

- 1064-1078 : Werner de Steußlingen
- 1079-1102 : Hartwig de Spanheim  
  - 1085-1088 : Hartwig, Abbé de Hersfeld (en opposition 1085 1088)
- 1102-1107 : Henri Ier d'Assel
- 1107-1119 : Adalgod d'Osterburg
- 1119-1125 : Rudgar de Veltheim
- 1126-1134 : Norbert de Xanten
- 1134-1142 : Conrad Ier de Querfurt
- 1142-1152 : Frédéric Ier de Wettin
- 1152-1192 : Wichmann de Seeburg
- 1192-1205 : Ludolf von Kroppenstedt
- 1205-1232 : Albert Ier de Käfernburg
- 1232-1235 : Burchard Ier von Woldenberg
- 1235-1253 : Wilbrand de Käfernburg
- 1253-1260 : Rudolf de Dingelstädt
- 1260-1266 : Rupert de Querfurt (de) ou Rupert von Mansfeld
- 1266-1277 : Conrad II de Sternberg
- 1277-1278 : Günther von Schwalenberg
- 1279-1283 : Bernard von Wölpe
- 1282-1283 : Siège vacant
- 1283-1295 : Eric de Brandebourg, fils du margrave Jean Ier de Brandebourg
- 1295-1305 : Burchard II de Blankenburg
- 1305-1307 : Henri II d'Anhalt
- 1307-1325 : Burchard III von Schraplau
- 1326-1327 : Heideke von Erffa
- 1327-1361 : Othon de Hesse fils de Othon Ier de Hesse
- 1361-1367 : Dietrich Kagelwit
- 1368-1372 : Albert II de Sternberg
- 1372-1381 : Pierre Gelyto
- 1381-1382 : Louis de Misnie (Administrateur)
- 1382-1382 : Frédéric II de Hoym
- 1382-1403 : Albert III de Querfurt
- 1403-1445 : Günther II de Schwarzburg
- 1445-1464 : Frédéric III de Beichlingen
- 1464-1475 : Jean de Palatinat-Deux-Ponts
- 1476-1513 : Ernest de Saxe
- 1513-1545 : Albert de Bradenbourg
- 1545-1550 : Jean Albrecht de Brandebourg-Ansbach
- 1551-1552 : Frédéric IV de Brandebourg
- 1553-1556 : Sigismond de Brandebourg, dernier archevêque reconnu par la papauté

## Administrateurs
- 1566-1598 : Joachim III Frédéric de Brandebourg (administrateur Luthérien)
- 1598-1631 : Christian de Brandebourg (administrateur luthérien)
- 1631-1635 : Léopold-Guillaume de Habsbourg (administrateur catholique)
- 1635-1638 : Vacance du siège
- 1638-1680 : Auguste de Saxe-Weissenfels (administrateur luthérien)

En 1680, l'archevêché de Magdebourg est sécularisé et intégré, comme un duché héréditaire, le duché de Magdebourg dans les domaines de l'électorat de Brandebourg.

## Nouvel évêché catholique de Magdebourg
Le diocèse de Magdebourg créée en 1994 est situé dans le land de Saxe-Anhalt il a son siège à la cathédrale Saint-Sébastien de Magdebourg et est suffragant de l'archidiocèse de Paderborn. 
- 1973-1990 : Hans-Georg (Johannes) Braun, administrateur apostolique, se retire ;
- 1990-2004 : Leo Nowak, administrateur puis évêque depuis le 27 juin 1994, se retire ;
- 2005- : Gerhard Feige

## Sources
- « Chronologie Historique des Archevêques de Magdebourg », in: Clément, François / Nicolas Viton de Saint-Allais: L'art de vérifier les dates des faits historiques, des inscriptions, des chroniques et autres anciens monuments, depuis la naissance de Notre-Seigneur. Bd. 16. Paris: Valade 1819, S. 441-470.
- (en) catholic-hierarchy.or Diocece of Magdeburg
- (en) catholic-hierarchy.org Arcidiocece of Magdebourg